# Creepy Susie and 13 Other Tragic Tales for Troubled Children
Creepy Susie e 13 outros contos trágicos para crianças problemáticas é uma coleção de 1999 de contos ilustrados escritos por Angus Oblong. As histórias que são apresentadas são principalmente focadas em crianças e adolescentes, embora uma dessas histórias seja sobre um cachorro. Uma grande parte dos persongens que aparecerem nas histórias do livro foram adaptados para uso na série animada de televisão The Oblongs . Mesmo o título tendo "crianças problemáticas", as crianças descritas não são o público-alvo das histórias que são contadas no livro, pois este livro contém situações sexuais, canibalismo e assassinato.